# سن-ژاک-دو-لیدز، کبک
سن-ژاک-دو-لیدز (به فرانسوی: Saint-Jacques-de-Leeds) شهری در منطقه شهری له آپالاش ناحیه شودییر-آپالاش در استان کبک کانادا است. در سرشماری سال ۲۰۱۱ این شهر ۷۹۸ نفر جمعیت داشته‌است و مساحت آن ۸۱٫۸۳ کیلومتر مربع است.